# Nicolaj Bo Larsen
Nicolaj Bo Larsen (Roskilde, 10 de novembre de 1971) és un ciclista danès, que fou professional entre 1996 i 2002. En el seu palmarès destaquen dos Campionats de Dinamarca en ruta, el 1997 i 1999, i una etapa al Giro d'Itàlia de 1996.

## Palmarès
- 1993
  - Vencedor d'una etapa de la Milk Race
- 1995
  - Vencedor d'una etapa de la Milk Race
- 1996
  - Vencedor d'una etapa al Giro d'Itàlia
- 1997
  -  Campió de Dinamarca de ciclisme en ruta
- 1999
  -  Campió de Dinamarca de ciclisme en ruta
  - 1r a la Fyn Rundt
  - Vencedor de 2 etapes del Herald Sun Tour
  - Vencedor d'una etapa al Tour Down Under
  - Vencedor d'una etapa a la Volta a Suècia
- 2000
  -  Campió de Dinamarca de contrarellotge per equips
- 2001
  - 1r a la Fyn Rundt

### Resultats al Tour de França
- 2000. 99è de la classificació general
- 2001. Abandona (10a etapa)

### Resultats al Giro d'Itàlia
- 1996. 27è de la classificació general. Vencedor d'una etapa
- 1997. Abandona (19a etapa)
- 1998. Abandona (17a etapa)